# Фернандес Луна, Карлос
Ка́рлос Ферна́ндес Лу́на (исп. Carlos Fernández Luna; 22 мая 1996, Севилья) — испанский футболист, нападающий клуба «Реал Сосьедад», выступающий на правах аренды за клуб «Кадис».

## Клубная карьера
Карлос — воспитанник системы «Севильи». С 2013 года он выступал за вторую команду «Севилья Атлетико», а за первую команду дебютировал в середине сезона 2013/14. Его дебют состоялся 2 марта 2014 года в матче против «Реал Сосьедада». 23 марта 2014 года Карлос провёл свой второй матч в чемпионате Испании. Это была встреча против «Осасуны».
21 августа 2020 года выиграл Лигу Европы УЕФА 2019/20 

## Карьера в сборной
Карлос является членом юношеской сборной Испании. В её составе он провёл шесть матчей и забил один гол.

## Достижения
«Реал Сосьедад»
- Обладатель Кубка Испании: 2019/20

Сборная Испании (до 19)
- Чемпион Европы: 2015